# Ponerologi
Ponerologi (grekiska πονηριά poneria, "ondska") är en vetenskaplig gren inom teologin, inom vilken man studerar ondska. 
Här ingår bland annat ondskans natur, ursprung och väsen samt ondskans förhållande till det gudomliga. 
Den tyske protestantiske teologen Karl Immanuel Nitzsch skisserade i sin bok System der Christlichen Lehre tre huvudrubriker: agatologi – läran om det goda, ponerologi – läran om ondskan och soteriologi – läran om frälsning. Han menade därtill, att både döden och synden är underkategorier till ponerologin.